# Agence nationale de gestion des déchets (Côte d’Ivoire)
Pour les articles homonymes, voir Agence nationale de gestion des déchets.
L’Agence Nationale de Gestion des Déchets (ANAGED) de Côte d’Ivoire est l’autorité ivoirienne de régulation de la filière des déchets, structure sous tutelle du ministère de l’hydraulique, de l’assainissement et de la salubrité. Elle est créée par décret n° 2017-692 du 25 octobre 2017 ,. La directrice générale de l’ANAGED est Sarrahn Teinin Ouattara,,.

## Histoire
L’ANAGED a été créée par décret le 25 octobre 2017 à la suite de la dissolution-fusion de l’Agence Nationale de la Salubrité Urbaine (ANASUR) et du Fonds de Financement des Programmes de Salubrité Urbaine (FFPSU) ,.
Depuis l'indépendance de la Côte d'Ivoire, le pays a connu un développement rapide, appelé le "miracle ivoirien", qui a entraîné une migration des populations rurales vers les zones urbaines. Cela a conduit à une augmentation de la production de déchets. Malgré les politiques de gestion des déchets mises en place par le gouvernement, les résultats n'ont pas été satisfaisants. Afin de faire face à ces défis, le Président Alassane Ouattara a lancé une nouvelle politique de gestion des déchets axée sur le traitement écologique, l'économie circulaire et la promotion de comportements éco-citoyens. Pour soutenir cette initiative, l'Agence Nationale de Gestion des Déchets (ANAGED) a été créée pour parvenir à une gestion optimale des déchets solides et établir une économie circulaire.

## Objectifs et missions
Les activités de L’Agence Nationale de Gestion des Déchets (ANAGED) comprennent l'élaboration et la réalisation de programmes visant à gérer et valoriser divers types de déchets solides. Elle réglemente également la gestion de ces déchets, met en place des initiatives de sensibilisation à leur gestion et mobilise les ressources financières nécessaires pour les gérer efficacement. En outre, L’agence a pour mission, La collecte, le transport et la valorisation des déchets, y compris les déchets solides ménagers et assimilés (DSMA). qui assure la délégation du service public de nettoyage. Elle joue un rôle essentiel dans la planification, la création d'infrastructures et la mobilisation des ressources financières nécessaires .
L'objectif principal est de favoriser l'économie circulaire en encourageant le tri et la valorisation des déchets, tout en créant des entreprises et des emplois verts.

## Organisation

### Conseil de gestion
Le conseil de gestion est un organe de décision, il se compose du Ministère de l'assainissement et de la salubrité qui en est président du conseil, du Ministère de la santé, de l'hygiène publique et de la couverture maladie universel, du Ministère du budget et du portefeuille de l’État, du Ministère du commerce et de l’industrie, du Ministère de l’intérieur et de la sécurité, de l’Assemblée des régions et districts de Côte d’Ivoire (ARDCI), de la Confédération des organisations des consommateurs de Côte d’Ivoire (COC-CI), du Ministère de l’économie et des finances, du Ministère de l'environnement et du développement durable, et de l’Union des villes et communes de Côte d’Ivoire (UVICOCI) .

### Délégations régionales
- Les délégations régionales de l’ANAGED dans le pays sont[1] :
- Délégation Régionale du Gbêkê, siège Bouaké :
- Délégation Régionale du Gontougo, siège Bondoukou ;
- Délégation régionale Haut-Sassandra, Siège Daloa :
- Délégation Régionale des lagunes, Siège Dabou ;
- Délégation Régionale du Gôh Djiboua, siège Gagnoa ;
- Délégation Régionale du Sud Comoé, Siège Grand Bassam ;
- Délégation Régionale du Poro, siège Korhogo ;
- Délégation Régionale de San Pedro, siège San-Pédro.